# Altenstein, Namibia
Altenstein este un oraș din regiunea Omaheke Namibia.